# Hardwell/Diskografie
Diese Diskografie ist eine Übersicht über die musikalischen Werke des niederländischen DJs und Produzenten Hardwell. Sein Stil lässt sich überwiegend in die Genres Progressive House und Big-Room einordnen. Mit hohen Chartplatzierungen und Verkaufszahlen bilden das Album United We Are sowie die Singles Apollo und Young Again seine erfolgreichsten Tonträger. Beide erreichten Platinstatus in seiner Heimat, erstere dreifach. Spaceman konnte zwar keine Chartplatzierungen verzeichnen, wurde aber für eine halbe Million Verkäufe allein in den USA mit Gold ausgezeichnet.

## Alben

### Studioalben
| Jahr | Titel            | Höchstplatzierung, Gesamtwochen, AuszeichnungChartplatzierungen (Jahr, Titel, Platzierungen, Wochen, Auszeichnungen, Anmerkungen) | Höchstplatzierung, Gesamtwochen, AuszeichnungChartplatzierungen (Jahr, Titel, Platzierungen, Wochen, Auszeichnungen, Anmerkungen) | Höchstplatzierung, Gesamtwochen, AuszeichnungChartplatzierungen (Jahr, Titel, Platzierungen, Wochen, Auszeichnungen, Anmerkungen) | Höchstplatzierung, Gesamtwochen, AuszeichnungChartplatzierungen (Jahr, Titel, Platzierungen, Wochen, Auszeichnungen, Anmerkungen) | Höchstplatzierung, Gesamtwochen, AuszeichnungChartplatzierungen (Jahr, Titel, Platzierungen, Wochen, Auszeichnungen, Anmerkungen) | Höchstplatzierung, Gesamtwochen, AuszeichnungChartplatzierungen (Jahr, Titel, Platzierungen, Wochen, Auszeichnungen, Anmerkungen) | Anmerkungen                                              |
| Jahr | Titel            | DE | AT | CH | UK | US | NL | Anmerkungen                                              |
| ---- | ---------------- | --- | --- | --- | --- | --- | --- | -------------------------------------------------------- |
| 2015 | United We Are    | DE11 (3 Wo.)DE | AT6 (4 Wo.)AT | CH4 (4 Wo.)CH | UK83 (2 Wo.)UK | US85 (2 Wo.)US | NL1 Gold · (22 Wo.)NL | Erstveröffentlichung: 23. Januar 2015 Verkäufe: + 20.000 |
| 2022 | Rebels Never Die | — | — | — | — | — | NL29 (1 Wo.)NL | Erstveröffentlichung: 8. September 2022                  |

### Kompilationen
| Jahr | Titel                                | Höchstplatzierung, Gesamtwochen, AuszeichnungChartplatzierungen (Jahr, Titel, Platzierungen, Wochen, Auszeichnungen, Anmerkungen) | Höchstplatzierung, Gesamtwochen, AuszeichnungChartplatzierungen (Jahr, Titel, Platzierungen, Wochen, Auszeichnungen, Anmerkungen) | Höchstplatzierung, Gesamtwochen, AuszeichnungChartplatzierungen (Jahr, Titel, Platzierungen, Wochen, Auszeichnungen, Anmerkungen) | Höchstplatzierung, Gesamtwochen, AuszeichnungChartplatzierungen (Jahr, Titel, Platzierungen, Wochen, Auszeichnungen, Anmerkungen) | Höchstplatzierung, Gesamtwochen, AuszeichnungChartplatzierungen (Jahr, Titel, Platzierungen, Wochen, Auszeichnungen, Anmerkungen) | Höchstplatzierung, Gesamtwochen, AuszeichnungChartplatzierungen (Jahr, Titel, Platzierungen, Wochen, Auszeichnungen, Anmerkungen) | Anmerkungen                            |
| Jahr | Titel                                | DE | AT | CH | UK | US | NL | Anmerkungen                            |
| ---- | ------------------------------------ | --- | --- | --- | --- | --- | --- | -------------------------------------- |
| 2012 | Hardwell presents „Revealed Vol. 3“  | — | — | — | — | — | NL14 a (10 Wo.)NL | Erstveröffentlichung: 3. August 2012   |
| 2013 | Hardwell presents „Revealed Vol. 4“  | DE15 a (3 Wo.)DE | AT25 (2 Wo.)AT | CH8 a (3 Wo.)CH | UK60 a (8 Wo.)UK | US191 (1 Wo.)US | NL2 a (42 Wo.)NL | Erstveröffentlichung: 20. Juni 2013    |
| 2014 | Hardwell presents „Revealed Vol. 5“  | DE18 a (1 Wo.)DE | AT34 (1 Wo.)AT | CH6 a (1 Wo.)CH | UK71 a (2 Wo.)UK | — | NL4 a (21 Wo.)NL | Erstveröffentlichung: 20. Juni 2014    |
| 2015 | Hardwell presents „Revealed Vol. 6“  | DE17 a (1 Wo.)DE | AT16 a (1 Wo.)AT | CH5 a (3 Wo.)CH | — | — | NL4 a (7 Wo.)NL | Erstveröffentlichung: 19. Juni 2015    |
| 2016 | Hardwell presents „Revealed Vol. 7“  | DE16 a (1 Wo.)DE | AT15 a (1 Wo.)AT | CH11 a (1 Wo.)CH | — | — | NL9 a (4 Wo.)NL | Erstveröffentlichung: 24. Juni 2016    |
| 2017 | Hardwell presents „Revealed Vol. 8“  | DE15 a (1 Wo.)DE | AT9 a (1 Wo.)AT | CH10 a (2 Wo.)CH | — | — | NL8 a (4 Wo.)NL | Erstveröffentlichung: 13. Oktober 2017 |
| 2018 | Hardwell presents „Revealed Vol. 9“  | DE21 a (2 Wo.)DE | — | — | — | — | NL7 a (3 Wo.)NL | Erstveröffentlichung: 12. Oktober 2018 |
| 2019 | Hardwell presents „Revealed Vol. 10“ | DE28 a (1 Wo.)DE | — | — | — | — | NL2 a (13 Wo.)NL | Erstveröffentlichung: 30. August 2019  |

Weitere Kompilationen
- 2010: Hardwell presents „Revealed Vol. 1“
- 2011: Hardwell presents „Revealed Vol. 2“
- 2014: Hardwell – Special Japan Edition (nur in Japan veröffentlicht)
- 2016: Hardwell – Special Japan Edition Vol. 2 (nur in Japan veröffentlicht)
- 2017: Singles Collection (nur in Japan veröffentlicht)
- 2020: The Story of Hardwell (Best Of)

### Remixalben
| Jahr | Titel                   | Höchstplatzierung, Gesamtwochen, AuszeichnungChartplatzierungen (Jahr, Titel, Platzierungen, Wochen, Auszeichnungen, Anmerkungen) | Höchstplatzierung, Gesamtwochen, AuszeichnungChartplatzierungen (Jahr, Titel, Platzierungen, Wochen, Auszeichnungen, Anmerkungen) | Höchstplatzierung, Gesamtwochen, AuszeichnungChartplatzierungen (Jahr, Titel, Platzierungen, Wochen, Auszeichnungen, Anmerkungen) | Höchstplatzierung, Gesamtwochen, AuszeichnungChartplatzierungen (Jahr, Titel, Platzierungen, Wochen, Auszeichnungen, Anmerkungen) | Höchstplatzierung, Gesamtwochen, AuszeichnungChartplatzierungen (Jahr, Titel, Platzierungen, Wochen, Auszeichnungen, Anmerkungen) | Höchstplatzierung, Gesamtwochen, AuszeichnungChartplatzierungen (Jahr, Titel, Platzierungen, Wochen, Auszeichnungen, Anmerkungen) | Anmerkungen                                                                                        |
| Jahr | Titel                   | DE | AT | CH | UK | US | NL | Anmerkungen                                                                                        |
| ---- | ----------------------- | --- | --- | --- | --- | --- | --- | -------------------------------------------------------------------------------------------------- |
| 2014 | United We Are — Remixed | DE77 (1 Wo.)DE | AT75 (1 Wo.)AT | CH67 (1 Wo.)CH | — | — | NL44 (3 Wo.)NL | Erstveröffentlichung: 15. Januar 2016 galt in mehreren Ländern als Wiedereinstieg des Studioalbums |

### Soundtracks
| Jahr | Titel         | Höchstplatzierung, Gesamtwochen, AuszeichnungChartplatzierungen (Jahr, Titel, Platzierungen, Wochen, Auszeichnungen, Anmerkungen) | Höchstplatzierung, Gesamtwochen, AuszeichnungChartplatzierungen (Jahr, Titel, Platzierungen, Wochen, Auszeichnungen, Anmerkungen) | Höchstplatzierung, Gesamtwochen, AuszeichnungChartplatzierungen (Jahr, Titel, Platzierungen, Wochen, Auszeichnungen, Anmerkungen) | Höchstplatzierung, Gesamtwochen, AuszeichnungChartplatzierungen (Jahr, Titel, Platzierungen, Wochen, Auszeichnungen, Anmerkungen) | Höchstplatzierung, Gesamtwochen, AuszeichnungChartplatzierungen (Jahr, Titel, Platzierungen, Wochen, Auszeichnungen, Anmerkungen) | Höchstplatzierung, Gesamtwochen, AuszeichnungChartplatzierungen (Jahr, Titel, Platzierungen, Wochen, Auszeichnungen, Anmerkungen) | Anmerkungen                                                            |
| Jahr | Titel         | DE | AT | CH | UK | US | NL | Anmerkungen                                                            |
| ---- | ------------- | --- | --- | --- | --- | --- | --- | ---------------------------------------------------------------------- |
| 2014 | I Am Hardwell | DE83 (1 Wo.)DE | AT48 (1 Wo.)AT | CH37 (3 Wo.)CH | — | — | NL98 (1 Wo.)NL | Erstveröffentlichung: 31. Januar 2014 zum gleichnamigen Dokumentarfilm |

### DJ-Mix-Alben
| Jahr | Titel                                       | Höchstplatzierung, Gesamtwochen, AuszeichnungChartsChartplatzierungen (Jahr, Titel, Platzierungen, Wochen, Auszeichnungen, Anmerkungen) | Anmerkungen                             |
| Jahr | Titel                                       | NL | Anmerkungen                             |
| ---- | ------------------------------------------- | --- | --------------------------------------- |
| 2006 | Eclectic Beatz                              | NL11 a (5 Wo.)NL | Erstveröffentlichung: 16. März 2006     |
| 2006 | Eclectic Beatz 2                            | NL22 a (3 Wo.)NL | Erstveröffentlichung: 23. November 2006 |
| 2007 | Eclectic Beatz 3                            | NL14 a (8 Wo.)NL | Erstveröffentlichung: 19. April 2007    |
| 2007 | Eclectic Beatz 4                            | NL9 a (7 Wo.)NL | Erstveröffentlichung: 10. Juli 2007     |
| 2007 | Eclectic Beatz 5                            | NL4 a (10 Wo.)NL | Erstveröffentlichung: 20. Dezember 2007 |
| 2008 | Eclectic Beatz 6                            | NL4 a (6 Wo.)NL | Erstveröffentlichung: 29. April 2008    |
| 2008 | Eclectic Beatz 7                            | NL6 a (7 Wo.)NL | Erstveröffentlichung: 20. Oktober 2008  |
| 2009 | Eclectic Beatz 8 – The Miami Edition        | NL4 a (9 Wo.)NL | Erstveröffentlichung: 5. Juni 2009      |
| 2009 | Eclectic Beatz 9 – The After Summer Edition | NL6 a (7 Wo.)NL | Erstveröffentlichung: 23. Oktober 2009  |
| 2010 | Eclectic Beatz 10 – The Final Edition       | NL9 a (5 Wo.)NL | Erstveröffentlichung: 21. Mai 2010      |

### EPs
| Jahr | Titel                        | Anmerkungen                           |
| ---- | ---------------------------- | ------------------------------------- |
| 2017 | Hardwell & Friends EP Vol. 1 | Erstveröffentlichung: 28. Juli 2017   |
| 2017 | Hardwell & Friends EP Vol. 2 | Erstveröffentlichung: 25. August 2017 |
| 2018 | Hardwell & Friends EP Vol. 3 | Erstveröffentlichung: 26. Januar 2018 |

## Singles

### Als Leadmusiker
| Jahr | Titel Album                                | Höchstplatzierung, Gesamtwochen, AuszeichnungChartplatzierungen (Jahr, Titel, Album, Platzierungen, Wochen, Auszeichnungen, Anmerkungen) | Höchstplatzierung, Gesamtwochen, AuszeichnungChartplatzierungen (Jahr, Titel, Album, Platzierungen, Wochen, Auszeichnungen, Anmerkungen) | Höchstplatzierung, Gesamtwochen, AuszeichnungChartplatzierungen (Jahr, Titel, Album, Platzierungen, Wochen, Auszeichnungen, Anmerkungen) | Höchstplatzierung, Gesamtwochen, AuszeichnungChartplatzierungen (Jahr, Titel, Album, Platzierungen, Wochen, Auszeichnungen, Anmerkungen) | Anmerkungen                                                                             |
| Jahr | Titel Album                                | DE | AT | UK | NL | Anmerkungen                                                                             |
| ---- | ------------------------------------------ | --- | --- | --- | --- | --------------------------------------------------------------------------------------- |
| 2007 | Never Knew Love Eclectic Beatz 4           | — | — | — | NL32 (3 Wo.)NL | Erstveröffentlichung: 17. Dezember 2007 mit Greatski                                    |
| 2011 | Cobra I Am Hardwell                        | — | — | — | NL35 (4 Wo.)NL | Erstveröffentlichung: 2. Dezember 2011 Energy 2012 Hymne                                |
| 2012 | Call Me a Spaceman I Am Hardwell           | — | — | — | NL33 (4 Wo.)NL | Erstveröffentlichung: 15. Juni 2012 feat. Mitch Crown                                   |
| 2013 | Apollo I Am Hardwell                       | — | AT71 (3 Wo.)AT | — | NL26 Platin · (5 Wo.)NL | Erstveröffentlichung: 1. Februar 2013; feat. Amba Shepherd Verkäufe: + 20.000           |
| 2013 | Man with the Red Face (Hardwell Remix) –   | — | — | — | NL34 (3 Wo.)NL | Erstveröffentlichung: 2. September 2013 von Mark Knight & Funkagenda                    |
| 2013 | Countdown Hardwell – Special Japan Edition | — | — | — | NL31 (3 Wo.)NL | Erstveröffentlichung: 21. Oktober 2013 mit MAKJ                                         |
| 2013 | Dare You United We Are                     | — | — | UK18 (3 Wo.)UK | NL31 (3 Wo.)NL | Erstveröffentlichung: 15. November 2013 mit Matthew Koma                                |
| 2014 | Everybody Is in the Place United We Are    | — | — | UK59 (1 Wo.)UK | — | Erstveröffentlichung: 28. April 2014 Co-Produzent(en): W&W                              |
| 2014 | Young Again United We Are                  | — | AT56 (1 Wo.)AT | — | NL22 Platin · (6 Wo.)NL | Erstveröffentlichung: 17. Oktober 2014; feat. Chris Jones Verkäufe: + 30.000            |
| 2015 | Eclipse United We Are                      | — | AT34 (2 Wo.)AT | — | — | Erstveröffentlichung: 9. Januar 2015                                                    |
| 2015 | Sally United We Are                        | DE60 (2 Wo.)DE | AT33 (3 Wo.)AT | — | NL— GoldNL | Erstveröffentlichung: 16. Januar 2015; feat. Harrison Verkäufe: + 15.000                |
| 2016 | Thinking About You Singles Collection      | — | — | — | NL34 Gold · (6 Wo.)NL | Erstveröffentlichung: 13. Oktober 2016; feat. Jay Sean Verkäufe: + 20.000               |
| 2017 | Creatures of the Night –                   | — | — | — | NL30 (3 Wo.)NL | Erstveröffentlichung: 12. Mai 2017 mit Austin Mahone                                    |
| 2017 | Power –                                    | — | — | — | NL27 (6 Wo.)NL | Erstveröffentlichung: 22. September 2017 mit KSHMR                                      |
| 2018 | Ze willen mee –                            | — | — | — | NL14 ×2Doppelplatin · (10 Wo.)NL | Erstveröffentlichung: 30. März 2018 mit Bizzey, Lil’ Kleine & Chivv Verkäufe: + 160.000 |

| Jahr | Titel Album                                                      | Anmerkungen |
| ---- | ---------------------------------------------------------------- | --- |
| 2006 | Soca Funk –                                                      | Erstveröffentlichung: 1. Dezember 2006 mit Franky Rizardo                                                                      |
| 2006 | Slammin –                                                        | Erstveröffentlichung: 1. Dezember 2006 mit Franky Rizardo                                                                      |
| 2006 | The Mirror –                                                     | Erstveröffentlichung: 1. Dezember 2006 mit Franky Rizardo                                                                      |
| 2007 | Never Knew Love –                                                | Erstveröffentlichung: 6. Dezember 2007 mit Greatski                                                                            |
| 2008 | Mrkrstft –                                                       | Erstveröffentlichung: 28. April 2008 pres. R3hab                                                                               |
| 2008 | Wake Up –                                                        | Erstveröffentlichung: 30. Juni 2008 mit Jeroenski                                                                              |
| 2008 | Gate 76 –                                                        | Erstveröffentlichung: 8. August 2008 mit Sunnery James & Ryan Marciano                                                         |
| 2008 | Enigma –                                                         | Erstveröffentlichung: 8. Oktober 2008                                                                                          |
| 2009 | Blue Magic –                                                     | Erstveröffentlichung: 31. März 2009 mit R3hab                                                                                  |
| 2009 | Display –                                                        | Erstveröffentlichung: 15. Juni 2009 Doppelsingle                                                                               |
| 2009 | Storage –                                                        | Erstveröffentlichung: 15. Juni 2009 Doppelsingle                                                                               |
| 2009 | Twilight Zone –                                                  | Erstveröffentlichung: 24. August 2009 Dance Valley Anthem 2009                                                                 |
| 2009 | Feel So High –                                                   | Erstveröffentlichung: 6. Oktober 2009 feat. I-Fan                                                                              |
| 2010 | Get Down Girl –                                                  | Erstveröffentlichung: 29. März 2010 mit DJ Funkadelic                                                                          |
| 2010 | Smoke –                                                          | Erstveröffentlichung: 1. Juni 2010 Doppelsingle                                                                                |
| 2010 | Voyage –                                                         | Erstveröffentlichung: 1. Juni 2010 Doppelsingle                                                                                |
| 2010 | Alright 2010 Hardwell pres. „Revealed Vol. 1“                    | Erstveröffentlichung: 21. Juni 2010 mit Red Carpet                                                                             |
| 2010 | Move It 2 The Drum –                                             | Erstveröffentlichung: 19. Juli 2010 mit Chuckie feat. Ambush                                                                   |
| 2010 | Molotov Hardwell pres. „Revealed Vol. 1“                         | Erstveröffentlichung: 6. September 2010                                                                                        |
| 2010 | Asteroid –                                                       | Erstveröffentlichung: 15. November 2010 mit Franky Rizardo                                                                     |
| 2011 | Zero 76 I Am Hardwell                                            | Erstveröffentlichung: 7. Februar 2011 mit Tiësto                                                                               |
| 2011 | Encoded I Am Hardwell                                            | Erstveröffentlichung: 18. April 2011                                                                                           |
| 2011 | The World Hardwell pres. „Revealed Vol. 1“                       | Erstveröffentlichung: 11. Juli 2011                                                                                            |
| 2011 | Beta –                                                           | Erstveröffentlichung: 26. September 2011 mit Nicky Romero                                                                      |
| 2011 | Munster –                                                        | Erstveröffentlichung: 21. November 2011 mit JoeySuki                                                                           |
| 2012 | Spaceman I Am Hardwell                                           | Erstveröffentlichung: 23. Januar 2012 · US: Gold; Verkäufe: + 500.000                                                          |
| 2012 | Kontiki I Am Hardwell                                            | Erstveröffentlichung: 16. April 2012 mit Dannic                                                                                |
| 2012 | Three Triangles I Am Hardwell                                    | Erstveröffentlichung: 26. Juli 2012 Vocal Edit: Losing My Religion                                                             |
| 2012 | How We Do I Am Hardwell                                          | Erstveröffentlichung: 17. August 2012 mit Showtek                                                                              |
| 2013 | Dynamo –                                                         | Erstveröffentlichung: 22. April 2013 mit Laidback Luke                                                                         |
| 2013 | Never Say Goodbye Hardwell pres. „Revealed Vol. 4“               | Erstveröffentlichung: 20. Mai 2013 mit Dyro feat. Bright Lights                                                                |
| 2013 | Jumper Hardwell – Special Japan Edition                          | Erstveröffentlichung: 5. August 2013 mit W&W                                                                                   |
| 2014 | Arcadia United We Are                                            | Erstveröffentlichung: 7. Juli 2014 mit Joey Dale feat. Luciana                                                                 |
| 2014 | The Dancefloor Is Yours –                                        | Erstveröffentlichung: 2. September 2014 mit W&W; Free-Track                                                                    |
| 2014 | Don’t Stop The Madness United We Are                             | Erstveröffentlichung: 22. Dezember 2014 mit W&W & Fatman Scoop; Co-Produzent(en): The Disco Fries                              |
| 2015 | Echo United We Are                                               | Erstveröffentlichung: 20. Mai 2015 feat. Jonathan Mendelsohn                                                                   |
| 2015 | Chameleon Hardwell pres. „Revealed Vol. 6“                       | Erstveröffentlichung: 29. Juni 2015 mit Wiwek                                                                                  |
| 2015 | Survivors Hardwell pres. „Revealed Vol. 6“                       | Erstveröffentlichung: 20. Juli 2015 mit Dannic feat. Haris                                                                     |
| 2015 | Follow Me United We Are                                          | Erstveröffentlichung: 7. August 2015 · mit Jason Derulo · NL: Gold; Verkäufe: + 50.000                                         |
| 2015 | Off the Hook Singles Collection                                  | Erstveröffentlichung: 14. September 2015 mit Armin van Buuren                                                                  |
| 2015 | Mad World Hardwell pres. „Revealed Vol. 7“                       | Erstveröffentlichung: 12. Oktober 2015 mit Jake Reese                                                                          |
| 2015 | United We Are                                                    | Erstveröffentlichung: 7. November 2015 · feat. Amba Shepherd · NL: Gold; Verkäufe: + 15.000                                    |
| 2016 | Blackout Hardwell – Special Japan Edition Vol. 2                 | Erstveröffentlichung: 7. Januar 2016 Free-Track                                                                                |
| 2016 | Hollywood Hardwell – Special Japan Edition Vol. 2                | Erstveröffentlichung: 25. Januar 2016 mit Afrojack                                                                             |
| 2016 | Run Wild Hardwell pres. „Revealed Vol. 7“                        | Erstveröffentlichung: 29. Februar 2016 feat. Jake Reese; Co-Produzent(en): W&W                                                 |
| 2016 | Calavera Hardwell pres. „Revealed Vol. 7“                        | Erstveröffentlichung: 28. März 2016 mit KURA                                                                                   |
| 2016 | 8Fifty Hardwell pres. „Revealed Vol. 7“                          | Erstveröffentlichung: 13. Juni 2016 mit Thomas Newson                                                                          |
| 2016 | Live the Night Hardwell – Special Japan Edition Vol. 2           | Erstveröffentlichung: 11. Juli 2016 mit W&W feat. Lil Jon                                                                      |
| 2016 | Wake Up Call Hardwell pres. „Revealed Vol. 7“                    | Erstveröffentlichung: 3. August 2016 Free-Track                                                                                |
| 2016 | No Holding Back Singles Collection                               | Erstveröffentlichung: 19. August 2016 feat. Craig David                                                                        |
| 2016 | Going Crazy Hardwell pres. „Revealed Vol. 7“                     | Erstveröffentlichung: 29. August 2016 mit Blasterjaxx                                                                          |
| 2016 | Get Down Singles Collection                                      | Erstveröffentlichung: 18. November 2016 mit W&W                                                                                |
| 2016 | Baldadig –                                                       | Erstveröffentlichung: 12. Dezember 2016 mit Quintino                                                                           |
| 2017 | Party Till the Daylight Singles Collection                       | Erstveröffentlichung: 7. Januar 2017 Free-Track                                                                                |
| 2017 | Spaceman (2017 Edit) –                                           | Erstveröffentlichung: 2. März 2017; Free-Track; feat. Bright Lights von Bright Lights bereits im September 2015 veröffentlicht |
| 2017 | We Are One Hardwell & Friends EP Vol. 1                          | Asien: 20. Juni 2017; (feat. Jolin Tsai) weltweit: 25. Juli 2017; feat. Alexander Tidebrink; Co-Produzent(en): W&W             |
| 2017 | Make The World Ours Defqon.1 Victory Forever EP                  | Erstveröffentlichung: 30. Juni 2017                                                                                            |
| 2017 | We Are Legends Hardwell & Friends EP Vol. 1                      | Erstveröffentlichung: 24. Juli 2017 mit Kaaze & Johnathan Mendelsohn                                                           |
| 2017 | Police (You Ain’t Ready) Hardwell & Friends EP Vol. 1            | Erstveröffentlichung: 26. Juli 2017 mit Kura X Anthony B                                                                       |
| 2017 | All That We Are Living For Hardwell & Friends EP Vol. 1          | Erstveröffentlichung: 27. Juli 2017 mit Atmozfears & M.Bronx                                                                   |
| 2017 | Smash This Beat Hardwell & Friends EP Vol. 1                     | Erstveröffentlichung: 28. Juli 2017 mit Maddix                                                                                 |
| 2017 | Badam Hardwell & Friends EP Vol. 2                               | Erstveröffentlichung: 21. August 2017 mit Henry Fong feat. Mr. Vegas                                                           |
| 2017 | Still the One Hardwell & Friends EP Vol. 2                       | Erstveröffentlichung: 22. August 2017 mit Kill the Buzz feat. Max Collins                                                      |
| 2017 | What We Need Hardwell & Friends EP Vol. 2                        | Erstveröffentlichung: 23. August 2017 feat. Haris                                                                              |
| 2017 | Powermove Hardwell & Friends EP Vol. 2                           | Erstveröffentlichung: 24. August 2017 mit Moksi                                                                                |
| 2017 | Here Once Again Hardwell & Friends EP Vol. 2                     | Erstveröffentlichung: 25. August 2017 mit Dr Phunk                                                                             |
| 2017 | Hands Up Hardwell pres. „Revealed Vol. 8“                        | Erstveröffentlichung: 6. Oktober 2017 mit Afrojack                                                                             |
| 2017 | Who’s in the House (Intro 2017) Hardwell pres. „Revealed Vol. 8“ | Erstveröffentlichung: 12. Oktober 2017                                                                                         |
| 2017 | The Universe Hardwell pres. „Revealed Vol. 8“                    | Erstveröffentlichung: 13. Oktober 2017                                                                                         |
| 2018 | The Underground Hardwell & Friends EP Vol. 3                     | Erstveröffentlichung: 22. Januar 2018 mit Timmy Trumpet                                                                        |
| 2018 | Woest Hardwell & Friends EP Vol. 3                               | Erstveröffentlichung: 23. Januar 2018 mit Quintino                                                                             |
| 2018 | Get Low Hardwell & Friends EP Vol. 3                             | Erstveröffentlichung: 24. Januar 2018 mit Sick Individuals                                                                     |
| 2018 | Safari Hardwell & Friends EP Vol. 3                              | Erstveröffentlichung: 25. Januar 2018 mit Jewelz & Sparks                                                                      |
| 2018 | Take Us Down (Feeding Our Hunger) Hardwell & Friends EP Vol. 3   | Erstveröffentlichung: 26. Januar 2018 mit Dr Phunk feat. Jantine                                                               |
| 2018 | Anthem 5OKI                                                      | Erstveröffentlichung: 13. April 2018 mit Steve Aoki feat. Kris Kiss                                                            |
| 2018 | Earthquake Hardwell pres. „Revealed Vol. 9“                      | Erstveröffentlichung: 11. Mai 2018 feat. Harrison                                                                              |
| 2018 | Conquerors Hardwell pres. „Revealed Vol. 9“                      | Erstveröffentlichung: 25. Mai 2018 mit Metropole Orkest; (Intro seines Ultra-Miami-Sets); Co-Produzent(en): Maddix             |
| 2018 | Shine a Light Hardwell pres. „Revealed Vol. 9“                   | Erstveröffentlichung: 22. Juni 2018 mit Wildstylez feat. KiFi                                                                  |
| 2018 | Big Room Never Dies Hardwell pres. „Revealed Vol. 9“             | Erstveröffentlichung: 13. Juli 2018 mit Blasterjaxx                                                                            |
| 2018 | Unity Tomorrowland EP                                            | Erstveröffentlichung: 20. Juli 2018 mit Dimitri Vegas & Like Mike                                                              |
| 2018 | Bella Ciao Hardwell pres. „Revealed Vol. 9“                      | Erstveröffentlichung: 17. August 2018 mit Maddix                                                                               |
| 2018 | This Is Love Hardwell pres. „Revealed Vol. 9“                    | Erstveröffentlichung: 31. August 2018 mit Kaaze feat. Loren Allred                                                             |
| 2018 | Light It Up Hardwell pres. „Revealed Vol. 9“                     | Erstveröffentlichung: 14. September 2018 mit Suyano feat. Richie Loop                                                          |
| 2018 | Out of This Town Hardwell pres. „Revealed Vol. 9“                | Erstveröffentlichung: 5. Oktober 2018 mit Vinai feat. Cem Meekins                                                              |
| 2018 | Kicking It Hard Hardwell pres. „Revealed Vol. 9“                 | Erstveröffentlichung: 12. Oktober 2018 Co-Produzent(en): John Christian                                                        |
| 2018 | How You Love Me –                                                | Erstveröffentlichung: 7. Dezember 2018 feat. Conor Maynard & Snoop Dogg                                                        |
| 2019 | Being Alive –                                                    | Erstveröffentlichung: 4. Januar 2019 feat. JGUAR                                                                               |
| 2019 | Chase the Sun –                                                  | Erstveröffentlichung: 8. Februar 2019 mit Dannic feat. Kelli-Leigh                                                             |
| 2019 | I’m Not Sorry –                                                  | Erstveröffentlichung: 8. März 2019 mit Mike Williams                                                                           |
| 2019 | Summer Air –                                                     | Erstveröffentlichung: 31. Mai 2019 feat. Trevor Guthrie                                                                        |
| 2019 | Reckless –                                                       | Erstveröffentlichung: 19. Juli 2019 mit Quintino                                                                               |
| 2019 | Retrograde –                                                     | Erstveröffentlichung: 16. August 2019 mit Blasterjaxx                                                                          |
| 2019 | Drop To The Floor –                                              | Erstveröffentlichung: 30. August 2019 mit Richi Loop                                                                           |
| 2019 | Left Right –                                                     | Erstveröffentlichung: 18. Oktober 2019 mit Deorro & MakJ feat. Fatman Scoop                                                    |
| 2019 | Go To War –                                                      | Erstveröffentlichung: 22. November 2019 mit Suyano                                                                             |
| 2020 | Bootshaus ID –                                                   | Erstveröffentlichung: 1. Januar 2020 mit Blasterjaxx als Jaxxwell                                                              |
| 2022 | Broken Mirror Rebels Never Die                                   | Erstveröffentlichung: 1. April 2022                                                                                            |
| 2022 | Into the Unknown Rebels Never Die                                | Erstveröffentlichung: 1. April 2022                                                                                            |
| 2022 | F*cking Society Rebels Never Die                                 | Erstveröffentlichung: 15. April 2022                                                                                           |
| 2022 | Black Magic Rebels Never Die                                     | Erstveröffentlichung: 29. April 2022                                                                                           |
| 2022 | Dopamine Rebels Never Die                                        | Erstveröffentlichung: 13. Mai 2022                                                                                             |
| 2022 | Godd Rebels Never Die                                            | Erstveröffentlichung: 27. Mai 2022                                                                                             |
| 2022 | Pacman Rebels Never Die                                          | Erstveröffentlichung: 10. Juni 2022                                                                                            |
| 2022 | Mind Control Rebels Never Die                                    | Erstveröffentlichung: 24. Juni 2022                                                                                            |
| 2022 | Reminisce Rebels Never Die                                       | Erstveröffentlichung: 8. Juli 2022                                                                                             |
| 2022 | Zero Gravity Rebels Never Die                                    | Erstveröffentlichung: 15. Juli 2022                                                                                            |
| 2022 | Laser Rebels Never Die                                           | Erstveröffentlichung: 29. Juli 2022                                                                                            |
| 2022 | I Feel Like Dancing Rebels Never Die                             | Erstveröffentlichung: 12. August 2022                                                                                          |
| 2022 | Self Destruct Rebels Never Die                                   | Erstveröffentlichung: 26. August 2022                                                                                          |
| 2022 | Rebels Never Die                                                 | Erstveröffentlichung: 8. September 2022                                                                                        |

## Produktionen
Hardwell als Produzent in den Charts

| Jahr | Titel Album     | Höchstplatzierung, Gesamtwochen, AuszeichnungChartplatzierungen (Jahr, Titel, Album, Platzierungen, Wochen, Auszeichnungen, Anmerkungen) | Höchstplatzierung, Gesamtwochen, AuszeichnungChartplatzierungen (Jahr, Titel, Album, Platzierungen, Wochen, Auszeichnungen, Anmerkungen) | Höchstplatzierung, Gesamtwochen, AuszeichnungChartplatzierungen (Jahr, Titel, Album, Platzierungen, Wochen, Auszeichnungen, Anmerkungen) | Höchstplatzierung, Gesamtwochen, AuszeichnungChartplatzierungen (Jahr, Titel, Album, Platzierungen, Wochen, Auszeichnungen, Anmerkungen) | Anmerkungen                                           |
| Jahr | Titel Album     | DE | AT | UK | NL | Anmerkungen                                           |
| ---- | --------------- | --- | --- | --- | --- | ----------------------------------------------------- |
| 2016 | Perfect World – | — | — | — | NL31 (5 Wo.)NL | Erstveröffentlichung: 30. Januar 2016 Interpret: Maan |

Weitere Produktionen
- 2005: Sandwich – On the Beach
- 2008: Spoiled Bratz – Don’t You Tell Me 2 Stop
- 2013: Joe Ghost – Are You Ready
- 2013: Blasterjaxx – Fifteen
- 2013: The Partysquad & Mitchell Niemeyer – #Pantsdown
- 2015: Kill The Buzz feat. David Spekter – Don’t Give Up
- 2015: Quintino – Scorpion
- 2015: R3hab – Hakuna Matata
- 2016: Kura – Bounce
- 2017: Kill The Buzz – Break The House Down
- 2017: Ome Riesch – Een Beetje Spuug
- 2017: Naffz feat. Richie Loop – Shake Up Gyal
- 2022: Havoq & Mad Miguel – Odyssey

## Remixe
| - 2005: Sandwich – On the Beach - 2006: The Underdog Project & Sunclub – Summer Jam (Hardwell Bubbling Mix) - 2007: Gregor Salto & Chuckie – Toys Are Nuts (Hardwell & R3hab Remix) - 2007: Sidney Samson & Skitzofrenix – You Don’t Love Me (No, No, No) (Hardwell & R3hab Remix) - 2008: Richard Dinsdale – Sniffin (Hardwell & Greatski Sugar Free Remix) - 2008: Gregor Salto – Bouncing Harbor (Hardwell & R3hab Remix) - 2008: Laidback Luke – Break Down The House (Hardwell & R3hab Remix) - 2008: Hardwell & R3hab – Mrkrstft (Hardwell Remix) - 2008: Carlos Silva feat. Nelson Freitas & Q-Plus – Cre Sabe 2008 (Hardwell Sunset Mix) - 2008: DJ Rose – Summerlove (Hardwell & Greatski Club Mix) - 2008: Marc Macrowland & Robbie Taylor – Black Bamboo (Hardwell Remix) - 2009: Chris Lake feat. Nastala – If You Knew (Hardwell & R3hab Remix) - 2009: Patric La Funk – Restless (Bjorn Wolf & Hardwell Remix) - 2009: Hi_Tack – I Don’t Mind (Hardwell & R3hab Remix) - 2009: AnnaGrace – Let The Feelings Go (Hardwell Mix) - 2009: Silvio Ecomo & Chuckie – Moombah (Hardwell & R3hab Mix) - 2009: Fedde Le Grand feat. Mitch Crown – Scared Of Me (Hardwell Remix) - 2009: Sander van Doorn & Marco V – What Say? (Hardwell Remix) - 2009: Funkerman feat. I-Fan – Remember (Hardwell Remix) - 2009: Steve Angello & Laidback Luke feat. Robin S. – Show Me Love (Hardwell & Sunrise Remix) - 2009: George F – Bongo Man (Bjorn Wolf & Hardwell Remix) - 2009: Fedde Le Grand – Let Me Be Real (Hardwell Remix) - 2009: Armin van Buuren feat. VanVelzen – Broken Tonight (Hardwell Dutch Club Remix) - 2009: Quintino feat. Mitch Crown – You Can’t Deny (Hardwell Remix) - 2010: Tiësto – Lethal Industry (Hardwell Remix) - 2010: Rene Amesz – Coriander (Hardwell & R3hab Remix) - 2010: Dwight Brown – El Saxo (Hardwell’s Ibiza Remix) - 2010: Franky Rizardo – Afrika (Hardwell Remix) - 2010: Nicky Romero – Switched (Hardwell & DJ Funkadelic Remix) - 2010: JoeySuki – Dig It All (Hardwell Edit) - 2011: Clokx – Catch Your Fall (Hardwell Club Mix) - 2011: Haley – Physical (Hardwell Remix) - 2011: Alex Gaudino feat. Kelly Rowland – What A Feeling (Hardwell Club Mix) - 2011: Dada Life – Fight Club Is Closed (It’s Time For Rock’n’Roll) (Hardwell Remix) - 2011: Martin Solveig feat. Kele – Ready 2 Go (Hardwell Remix) - 2011: Bella – Nobody Loves Me (Hardwell Remix) - 2011: Jake Shanahan & Sebastien Lintz – Passion (Hardwell Edit) - 2011: DJ Fresh feat. Sian Evans – Louder (Hardwell Remix) - 2011: Gareth Emery & Jerome Isma-Ae – Stars (Hardwell Remix) - 2011: Adrian Lux feat. Rebecca & Fiona – Boy (Hardwell Remix) - 2011: Morgan Page, Sultan & Ned Shepard & BT feat. Angela McCluskey – In The Air (Hardwell Remix) - 2011: Tiësto feat. BT – Love Comes Again (Hardwell Rework) - 2011: Michael Brun – Dawn (Hardwell Edit) - 2012: Franky Rizardo & Roul and Doors – Elements (Hardwell & Dannic Remix) - 2012: Avicii – Levels (Hardwell "Next Level" Bootleg) - 2012: Rihanna – Where Have You Been (Hardwell Remix) - 2012: The Wanted – Chasing The Sun (Hardwell Remix) | - 2012: The Naked & Famous – Young Blood (Tiësto & Hardwell Remix) - 2012: Example – Say Nothing (Hardwell & Dannic Remix) - 2013: Joe Ghost – Are You Ready (Hardwell Rework) - 2013: Krewella – Alive (Hardwell Remix) - 2013: Hardwell feat. Amba Shepherd – Apollo (Hardwell Ultra Edit) - 2013: Hardwell feat. Amba Shepherd – Apollo (Hardwell’s Club Life Edit) - 2013: Mark Knight & Funkagenda – Man With The Red Face (Hardwell Remix) - 2013: Blasterjaxx – Fifteen (Hardwell Edit) - 2013: Hardwell feat. Amba Shepherd – Apollo (Hardwell’s Private Edit) - 2014: Deorro & J-Trick – Rambo (Hardwell Edit) - 2014: Armin van Buuren – Ping Pong (Hardwell Remix) - 2014: Bingo Players – Knock You Out (Hardwell Remix) - 2014: Coldplay feat. Avicii – A Sky Full of Stars (Hardwell Remix) - 2014: David Guetta feat. Sam Martin – Dangerous (Hardwell Banging Vocal Edit) - 2015: R3hab – Hakuna Matata (Hardwell Edit) - 2015: Calvin Harris feat. Ellie Goulding – Outside (Hardwell Remix) - 2015: Alesso vs. Gareth Emery & W&W – U Heroes (Hardwell & W&W Bootleg) - 2015: Domeno & Michael Sparks – Locked & Loaded (Hardwell Edit) - 2015: Quintino – Scorpion (Hardwell Edit) - 2015: The Legend of Zelda – Ocarina of Time’s Gerudo Valley (Hardwell Remix) - 2015: Major Lazer & DJ Snake feat. MØ – Lean On (Dash Berlin & DJ Isaac vs. Hardwell Rework) - 2016: MC João – Baile De Favela (Hardwell Remix) - 2016: Tighttraxx & ETC!ETC! – Jungla (Hardwell Edit) - 2016: Alan Walker – Faded (Hardwell Remix) - 2016: The Chainsmokers feat. Daya – Don’t Let Me Down (Hardwell & Sephyx Remix) - 2016: Armin van Buuren vs. Speedy J – Pull Over (Hardwell Rework) - 2016: Moby – Go (Hardwell Remix) - 2016: Steve Angello & Laidback Luke feat. Robin S. – Show Me Love (Hardwell 2016 Rework) - 2016: Jewelz & Sparks – Crank (Hardwell Edit) - 2016: Hardwell feat. Jay Sean – Thinking About You (Hardwell and Kaaze Festival Mix) - 2016: Switch – A Bit Patchy (Hardwell 2016 Rework) - 2017: Kill The Buzz – Break The House Down (Hardwell Edit) - 2017: Badd Dimes – Go Down Low (Hardwell Edit) - 2017: Ed Sheeran – Shape of You (mit W&W) - 2017: Michael Feiner – Bababa (Hardwell Edit) - 2017: J Balvin & Willy William – Mi gente (Hardwell & Quintino Remix) - 2017: Wide Awake feat. Wiley – Down Up (Hardwell Edit) - 2017: Armin van Buuren & Sunnery James & Ryan Marciano – You Are (Hardwell Rework) - 2017: Survivor – Eye Of The Tiger (Hardwell & Sephyx Remix) - 2017: Hardwell – Eclipse (Hardwell & KAAZE Remix) - 2017: Yellow Claw – Dog Off (Hardwell Edit) - 2017: Vigel – Z3RO (Hardwell Edit) - 2018: Eminem – Lose Yourself (Hardwell & Maddix Bootleg) - 2018: Mike Williams – The Beat (Hardwell Rework) - 2018: El Profesor – Bella ciao (Hardwell & Maddix Remix) - 2018: Cascada – Everytime We Touch (Hardwell & Maurice West Remix) |

## Videoalben
| Jahr | Titel            | Höchstplatzierung, Gesamtwochen, AuszeichnungChartplatzierungen (Jahr, Titel, Platzierungen, Wochen, Auszeichnungen, Anmerkungen) | Höchstplatzierung, Gesamtwochen, AuszeichnungChartplatzierungen (Jahr, Titel, Platzierungen, Wochen, Auszeichnungen, Anmerkungen) | Höchstplatzierung, Gesamtwochen, AuszeichnungChartplatzierungen (Jahr, Titel, Platzierungen, Wochen, Auszeichnungen, Anmerkungen) | Höchstplatzierung, Gesamtwochen, AuszeichnungChartplatzierungen (Jahr, Titel, Platzierungen, Wochen, Auszeichnungen, Anmerkungen) | Anmerkungen                             |
| Jahr | Titel            | DE | AT | UK | NL | Anmerkungen                             |
| ---- | ---------------- | --- | --- | --- | --- | --------------------------------------- |
| 2013 | I Am Hardwell    | DE83 b (1 Wo.)DE | AT48 b (1 Wo.)AT | CH37 b (3 Wo.)CH | NL4 (58 Wo.)NL | Erstveröffentlichung: 30. November 2013 |
| 2016 | Living the Dream | DE3 (2 Wo.)DE | AT10 (1 Wo.)AT | — | NL1 (14 Wo.)NL | Erstveröffentlichung: 5. März 2016      |

## Statistik

### Chartauswertung
|                     | DE    | AT    | CH    | UK    | US    | NL     |
| ------------------- | ----- | ----- | ----- | ----- | ----- | ------ |
| Nummer-eins-Alben   | DE—DE | AT—AT | CH—CH | UK—UK | US—US | NL1NL  |
| Top-10-Alben        | DE—DE | AT1AT | CH1CH | UK—UK | US—US | NL8NL  |
| Alben in den Charts | DE3DE | AT6AT | CH4CH | UK2UK | US2US | NL13NL |

|                       | DE    | AT    | UK    | NL     |
| --------------------- | ----- | ----- | ----- | ------ |
| Nummer-eins-Singles   | DE—DE | AT—AT | UK—UK | NL—NL  |
| Top-10-Singles        | DE—DE | AT1AT | UK—UK | NL—NL  |
| Singles in den Charts | DE1DE | AT4AT | UK2UK | NL12NL |

|                          | DE    | AT    | UK    | NL    |
| ------------------------ | ----- | ----- | ----- | ----- |
| Nummer-eins-Videoalben   | DE—DE | AT—AT | UK—UK | NL1NL |
| Top-10-Videoalben        | DE1DE | AT1AT | UK—UK | NL2NL |
| Videoalben in den Charts | DE1DE | AT1AT | UK—UK | NL2NL |

### Auszeichnungen für Musikverkäufe
| Goldene Schallplatte - Australien - 2016: für die Single Follow Me - Niederlande - 2016: für die Single Higher On Your Love |

Anmerkung: Auszeichnungen in Ländern aus den Charttabellen bzw. Chartboxen sind in ebendiesen zu finden.
| Land/RegionAuszeichnungen für Musikverkäufe (Land/Region, Auszeichnungen, Verkäufe, Quellen) | Gold     | Platin     | Verkäufe | Quellen     |
| -------------------------------------------------------------------------------------------- | -------- | ---------- | -------- | ----------- |
| Australien (ARIA)                                                                            | Gold1    | —          | 35.000   | aria.com.au |
| Niederlande (NVPI)                                                                           | 6× Gold6 | 4× Platin4 | 335.000  | nvpi.nl     |
| Vereinigte Staaten (RIAA)                                                                    | Gold1    | —          | 500.000  | riaa.com    |
| Insgesamt                                                                                    | 8× Gold8 | 4× Platin4 |          |             |